# Meragisa argentata
Meragisa argentata är en fjärilsart som beskrevs av Druce 1905. Meragisa argentata ingår i släktet Meragisa och familjen tandspinnare. Inga underarter finns listade i Catalogue of Life.